# Valério Breda
Valério Breda SDB (* 24. Januar 1945 in San Fior, Provinz Treviso, Italien; † 16. Juni 2020 in Maceió, Alagoas, Brasilien) war ein italienischer Ordensgeistlicher und römisch-katholischer Bischof von Penedo in Brasilien.

## Leben
Valério Breda trat 1962 in die Ordensgemeinschaft der Salesianer Don Boscos ein und empfing am 29. Juni 1973 das Sakrament der Priesterweihe. Er war zunächst am Istituto Salesiano Manfredini, einem von seinem Orden unterhaltenen klassischen Lyzeum in Padua, tätig und leitete das Jugendzentrum in Padua. 1983 ging er nach Brasilien und war bis 1993 in der Pfarrei Matriz de Camaragibe (PE) tätig. Von 1993 bis 1997 war er Provinzial der Ordensprovinz Nordostbrasilien mit Sitz in Recife.
Am 30. Juli 1997 ernannte ihn Papst Johannes Paul II. zum Bischof von Penedo. Der Erzbischof von São Salvador da Bahia, Lucas Kardinal Moreira Neves OP, spendete ihm am 19. Oktober desselben Jahres die Bischofsweihe; Mitkonsekratoren waren der Erzbischof von Maceió, Edvaldo Gonçalves Amaral SDB, und der Erzbischof von Olinda e Recife, José Cardoso Sobrinho OCarm. Sein bischöflicher Wahlspruch war Caritas Christi Urget. Er war Präsident der biblisch-katechetischen Pastoralkommission der Region Nordost 2 der brasilianischen Bischofskonferenz CNBB.
Valério Breda wurde seit April 2020 nach einem Schlaganfall stationär behandelt und starb im Alter von 75 Jahren an einem schweren Nierenversagen, das durch eine intensive allergische Reaktion verursacht wurde.